# Сопряжение связей
Сопряжение связей  — это явление выравнивания связей и зарядов в реальной молекуле по сравнению с несуществующей идеальной структурой этой молекулы. Происходит из-за взаимодействия между собой электронных систем атомов (прежде всего валентных электронов). За счёт сопряжения происходит изменение длины кратных и одинарных связей, что в свою очередь вызывает геометрическое изменение строения молекулы. Главным признаком сопряжения является распределение электронной плотности по всей системе. Системы, в которых происходит сопряжение, называются сопряжёнными системами, которые делятся на открытые и циклические. Чтобы сопряжение произошло, необходимо, чтобы все электронные системы находились в одной плоскости для взаимодействия друг с другом, и для образования плоского σ-скелета. Если этого не происходит из-за структурного строения молекулы, то говорят о пространственных препятствиях сопряжению.

## Классификация
Сопряжение может быть двух видов: {\displaystyle \pi ,\pi }-сопряжение и {\displaystyle {\ce {p}}},{\displaystyle \pi }-сопряжение.

### Сопряжение в открытых системах
1. {\displaystyle \pi ,\pi }- Сопряжение — происходит в молекуле, в составе которой есть несколько кратных связей (как минимум две), которые чередуются между собой одинарными связями. В таких соединениях все атомы углерода находятся в {\displaystyle sp^{2}}- гибридизации и каждый из них несёт одну негибридную p-орбиталь. При этом происходит боковое перекрытие орбиталей у каждого атома углерода. За счёт наличия одинарных связей между двойными, образуется единая {\displaystyle \pi }-система, охватывающая всю молекулу — делокализованная ковалентная связь. Если в системе есть гетероатом (атом кислорода, серы, азота или галогенов, имеющий неподелённую электронную пару), то для формирования единой {\displaystyle \pi }-системы он вносит свой p-электрон. Сопряжение приводит к выравниванию длин связей: двойные связи удлиняются, одинарные укорачиваются.
2. {\displaystyle {\ce {p}}},{\displaystyle \pi }-сопряжение — происходит при наличии рядом с {\displaystyle \pi }- связью любого атома, у которого есть негибридизированная p-орбиталь (винилметиловый эфир, ацетамид, ацетат-ион, аллил-катион, аллил-радикал и т. д.). Наибольшее значение имеют соединения с гетероатомом, то есть соединения, имеющие в своём составе структурный фрагмент: {\displaystyle {\ce {-CH=CH-X}}}, где X — гетероатом. Из-за того, что атомы углерода при двойной связи и атом, имеющий неподелённую электронную пару, находятся в {\displaystyle sp^{2}}- гибридизации, три негибридные p-орбитали перекрываются между собой. Образуется трёхцентровая делокализованная ковалентная связь.

### Сопряжение в замкнутых системах
Среди циклических соединений, относящихся к группе ароматических, также встречаются оба вида сопряжения.
Наглядным примером является бензол, так как его атомно-орбитальная модель наиболее чётко проявляет особенности электронного строения ароматических углеводородов. Он состоит из шести {\displaystyle sp^{2}}-гибридизованных атомов углерода, каждый из которых имеет p-атомную орбиталь. Так как каждая p-атомная орбиталь перекрывается с двумя соседними, возникает единая делокализованная {\displaystyle \pi }-система, которая равномерно распределена по всей циклической системе. Поэтому бензол проявляет {\displaystyle \pi ,\pi }-сопряжение.
1. Для шестичленных гетероциклов с одним или несколькими гетероатомами характерно {\displaystyle \pi ,\pi }-сопряжение. Простейшим представителем является пиридин, в котором атом азота находится в {\displaystyle sp^{2}}-гибридизации и отдаёт в ароматический секстет один p-электрон. Такой атом азота называют пиридиновым. Системы, имеющие в своём составе пиридиновый атом азота, называются {\displaystyle \pi }-недостаточными, так как из-за большей электроотрицательности азота, чем у углерода, первый оттягивает на себя электронную плотность атомов углерода во всём ароматическом кольце. Также примером {\displaystyle \pi }-недостаточной системы является пиримидин, в составе которого два пиридиновых атома азота.
2. Для пятичленных гетероциклов, с атомами азота, кислорода, серы, характерно {\displaystyle {\ce {p}}},{\displaystyle \pi }-сопряжение. Примером служит пиррол — гетероцикл с атомом азота, который включает в ароматический секстет пару электронов от негибридизированной p-орбитали. При этом три электрона на {\displaystyle sp^{2}}-гибридных орбиталях образуют три σ-связи. Имеющий такое электронное состояние атом азота называется пиррольным. Из-за того, что шестиэлектронное облако делокализовано на пяти атомах цикла, пиррол представляет собой {\displaystyle \pi }-избыточную систему. Также к представителям {\displaystyle {\ce {p}}},{\displaystyle \pi }-сопряжения относят фуран и тиофен, так как они тоже являются {\displaystyle \pi }-избыточными системами. В их ароматические секстеты также включены p-электроны с негибридизированных p-орбиталей от атома кислорода (фуран) и серы (тиофен).

Небольшим исключением является имидазол. В его составе есть пиррольный атом азота, который поставляет пару {\displaystyle \pi }-электронов, и пиридиновый, который вносит один p-электрон. Несмотря на разный вклад атомов азота в образование делокализованного электронного облака, имидазол всё равно проявляет {\displaystyle {\ce {p}}},{\displaystyle \pi }-сопряжение.
Гетероциклические ароматические соединения имеют очень большую термодинамическую устойчивость. Они играют роль «структурных единиц» в нуклеиновых кислотах.

## Устойчивость сопряжённых систем
Для органических соединений образование сопряжённой системы является энергетически выгодным процессом, так как из-за этого увеличивается степень перекрытия орбиталей, что в свою очередь приводит к делокализации p-электронов. По этой причине, сопряжённые системы имеют более низкий энергетический уровень, в отличие от несопряжённых, что обуславливает их повышенную термодинамическую устойчивость. При увеличении длины сопряжённой цепи возрастает энергия сопряжения, что, в свою очередь, приводит к увеличению термодинамической устойчивости соединения.